# ريتشارد جونز (عداء سريع)
ريتشارد جونز (بالإنجليزية: Richard Jones)‏ هو عداء سريع غياني، ولد في 10 ديسمبر 1973.

## وصلات خارجية
- ريتشارد جونز على موقع الاتحاد الدولي لألعاب القوى (الإنجليزية)
- ريتشارد جونز على موقع أوليمبيديا (الإنجليزية)